# Отто Карл Берг
Отто Карл Берг (нім. Otto Karl Berg або нім. Otto Carl Berg, 18 серпня 1815 — 20 листопада 1866) — німецький ботанік та фармаколог.

## Біографія
Отто Карл Берг народився у місті Щецін 18 серпня 1815 року. Навчався у Берліні, у 1848 році одружився із Керолайн Альбертіною Флорентіною Віттгаус, з якою він мав шестеро дітей.
У 1849 році поступив на факультет ботаніки та фармакології у Берлінському університеті, У 1862 році був призначений ад'юнкт-професором. 
Отто Карл Берг сприяв створенню фармакології як незалежної дисципліни. Також він спеціалізувався на вивченні флори Південної Америки.
Він зробив значний внесок у ботаніку, описавши багато видів насіннєвих рослин.
Отто Карл Берг помер у Берліні 20 листопада 1866 року.

## Наукові праці
- Handbuch der Pharmazeutischen Botanik. 1845
- Charakteristik der für die Arzneikunde und Technik wichtigsten Pflanzengenera in Illustrationen nebst erläuterndem Text. 1848 (Електронна версія)
- Handbuch der pharmaceutischen Botanik. Band 1: Botanik . Nitze, Berlin 2. Aufl. 1850 Електронна версія
- Con Carl Friedrich Schmidt (1811–1890), Darstellung und Beschreibung sämtlicher in den Pharmacopoea Borussica aufgeführten offizinellen Gewächse. 1853
- Revision Myrtacearum Americae hucusque cognitarum. 1855
- Flora Brasiliensis Myrtographia.... 1855
- Pharmazeutische Warenkunde. 1863 Електронна версія
- Anatomischer Atlas zur pharmazeutischen Warenkunde. 1865
- Die Chinarinden der pharmakognostischen Sammlung. 1865
- Atlas der officinellen Pflanzen . Vol.1-4 . Felix, Leipzig 2nd ed. 1893-1902 Електронна версія